# Minbar de la mosquée al-Aqsa
 (mai 2021).

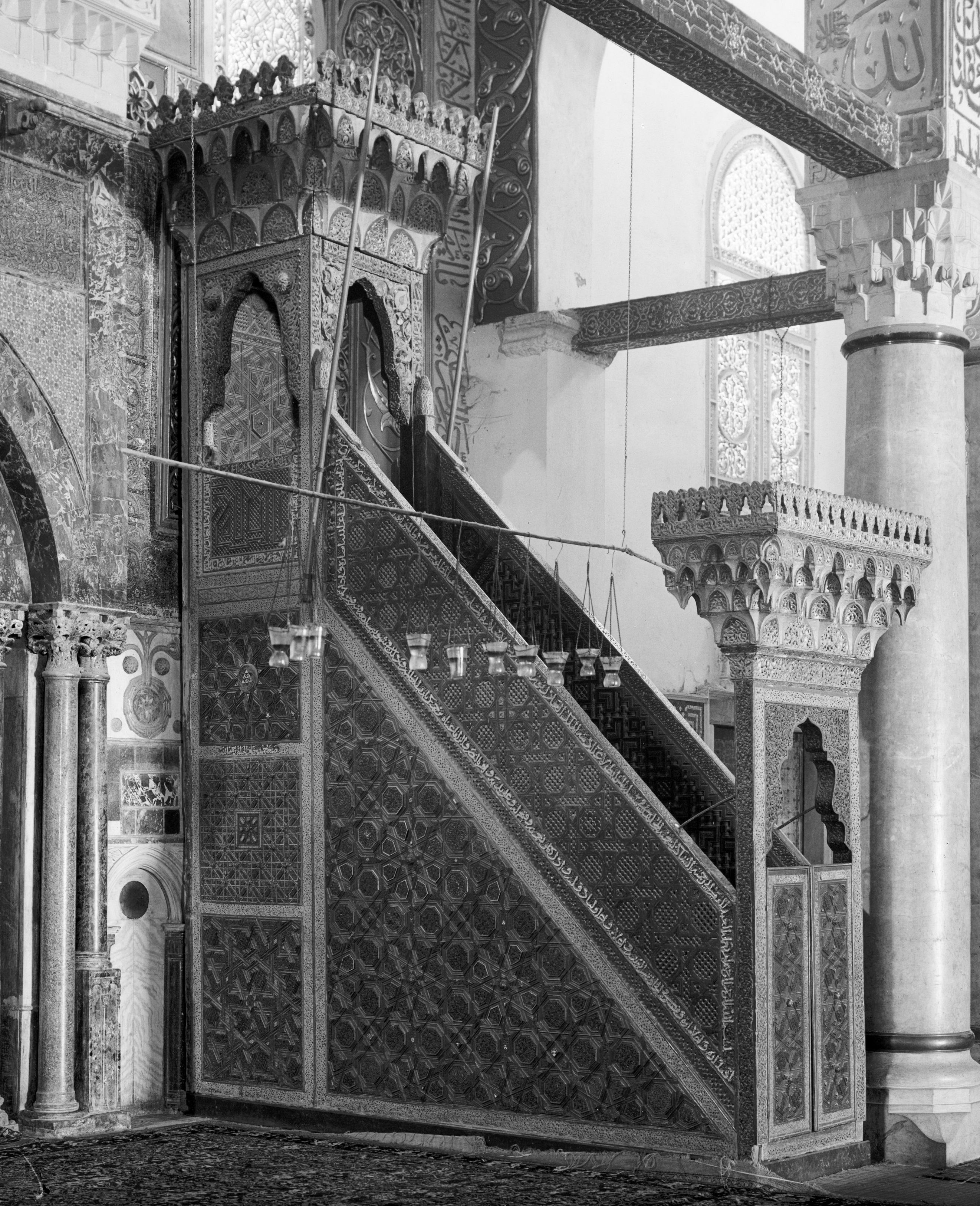
Le minbar de la mosquée al-Aqsa dans les années 1930.

Le minbar de la mosquée al-Aqsa, également connu sous le nom de minbar de Saladin, était un minbar historique notable se trouvant à l'intérieur de la mosquée al-Aqsa, à Jérusalem. Un incendie volontaire l'a détruit en 1969.

## Histoire
Initialement commandé par Nur al-Din en 1168-1169 à Alep, il a ensuite été déplacé à Jérusalem après la conquête de la ville en 1187 par Saladin. Le minbar est resté dans la mosquée jusqu'en 1969, date à laquelle il a été détruit par un incendie volontairement déclenché par Denis Michael Rohan (en), un fondamentaliste chrétien australien.
C'est l'un des minbars historiques les plus célèbres du monde musulman et il était considéré par les érudits comme un objet très important de l'art islamique médiéval.
Une reconstitution du minbar a été installée à sa place en 2007. Les quelques morceaux survivants du meuble d'origine ont été transférés au musée islamique de Jérusalem, qui jouxte la mosquée.

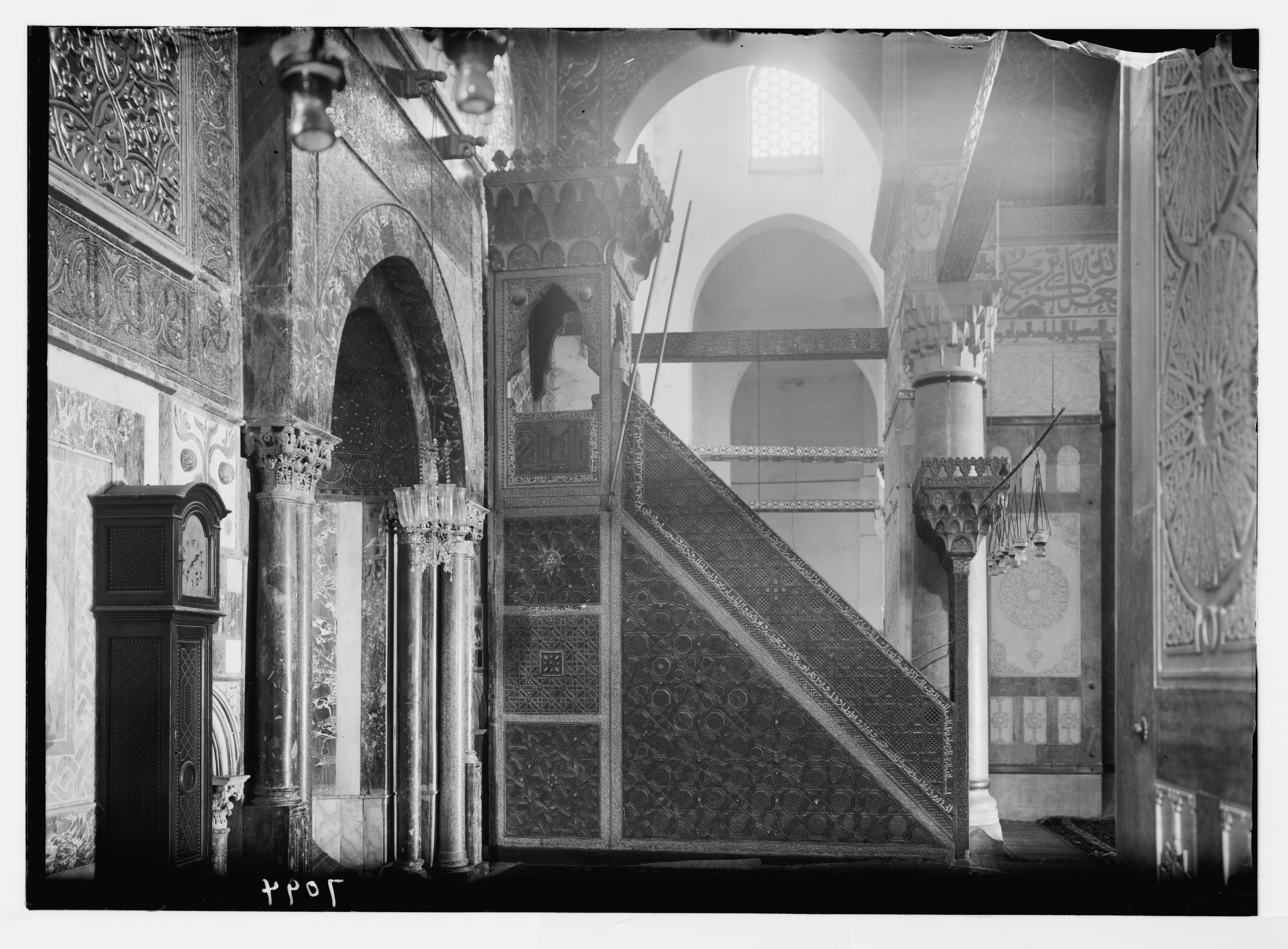
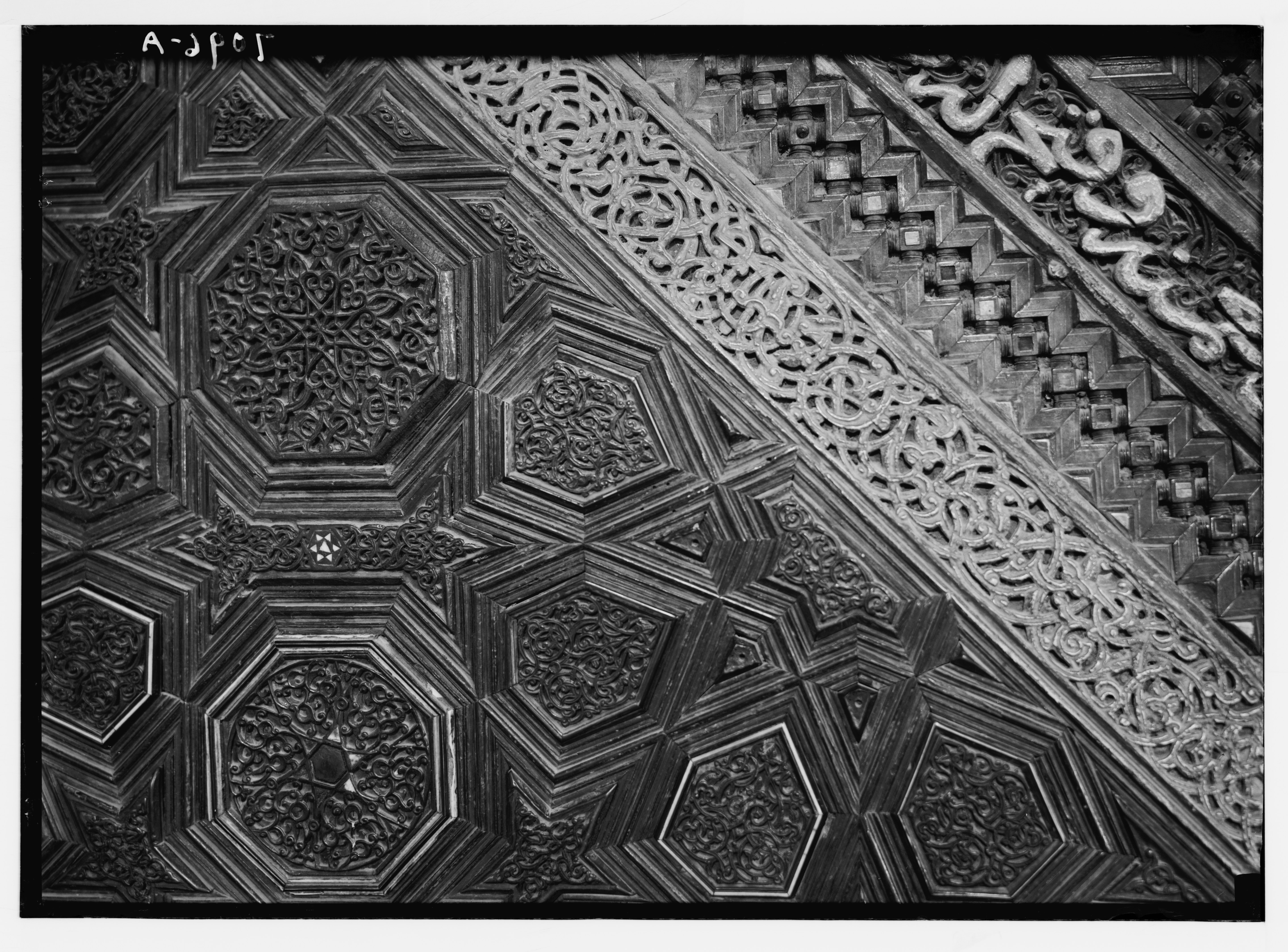
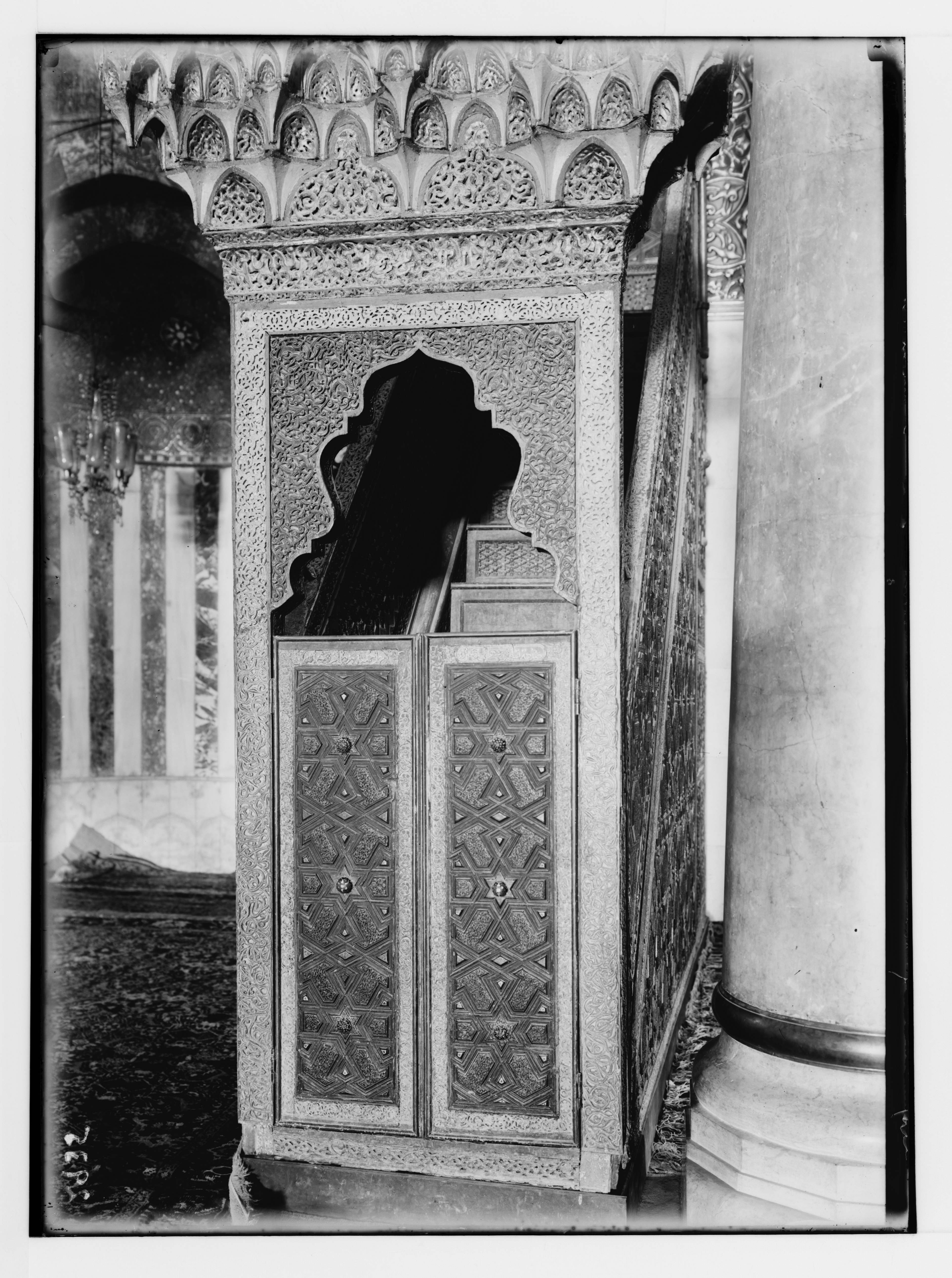
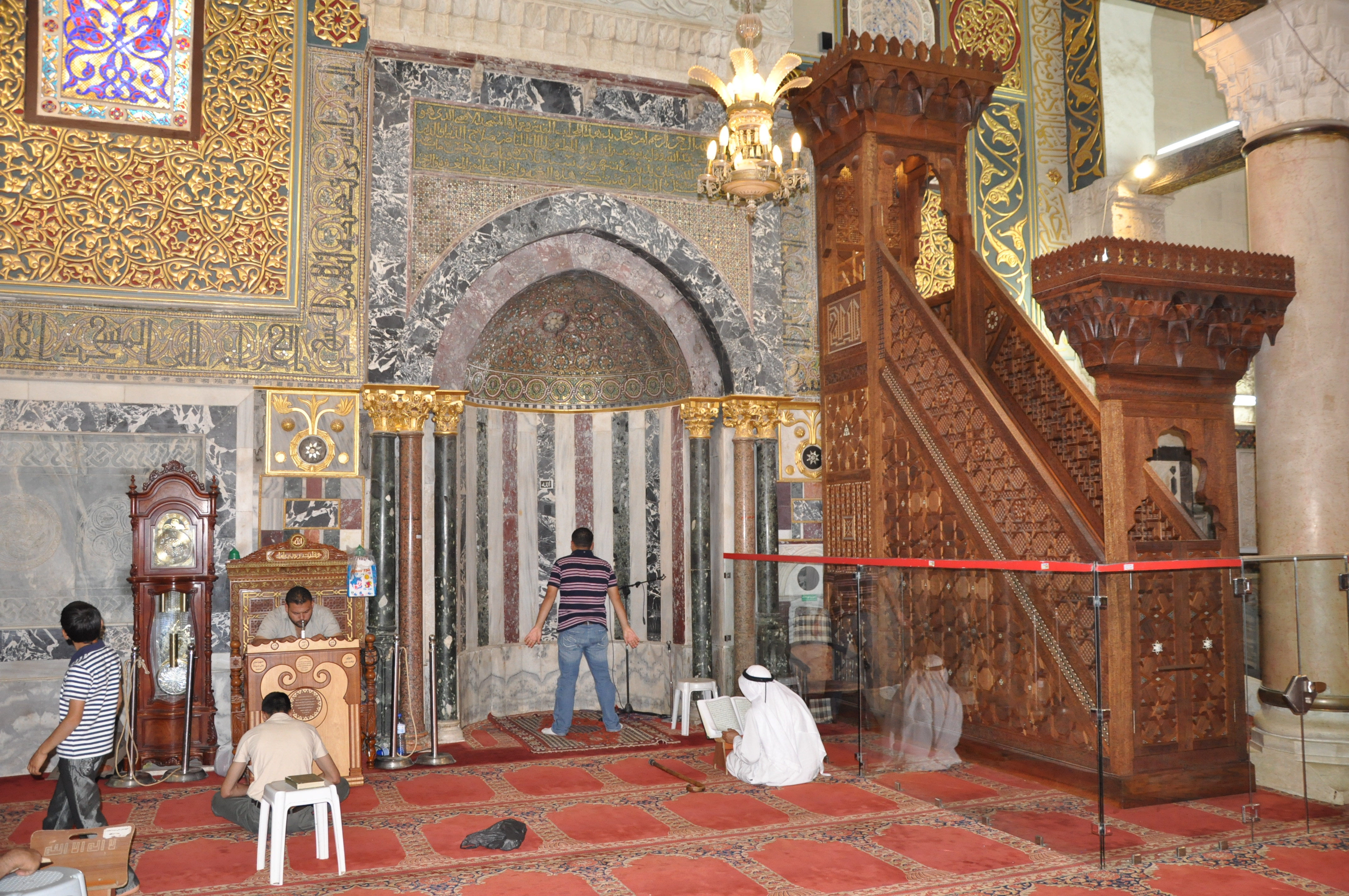
La réplique.